# إفوسج (آن)
إفوسج (بالفرنسية: Évosges)‏ هي بلدية فرنسية تقع في إقليم الآن في فرنسا. رمز إنسي لها هو:1155. أما الرمز البريدي لها فهو: 1230.